# Anopheles christyi
Anopheles christyi är en tvåvingeart som först beskrevs av Robert Newstead och Carter 1911.  Anopheles christyi ingår i släktet Anopheles och familjen stickmyggor. Inga underarter finns listade i Catalogue of Life.